# Mesochorus spessartaeus
Mesochorus spessartaeus är en stekelart som beskrevs av Schwenke 1999. Mesochorus spessartaeus ingår i släktet Mesochorus och familjen brokparasitsteklar. Inga underarter finns listade i Catalogue of Life.